# Phil Rizzuto
Philip Francis Rizzuto (ur. 25 września 1917, zm. 13 sierpnia 2007) – amerykański baseballista, który występował na pozycji łącznika przez 13 sezonów w New York Yankees.
Rizutto podpisał kontrakt jako wolny agent z Yankees w 1937 roku i początkowo grał w klubach farmerskich tego zespołu między innymi w Kansas City Blues. W Major League Baseball zadebiutował 14 kwietnia 1941 w meczu przeciwko Washington Senators. Rok później po raz pierwszy wystąpił w Meczu Gwiazd. Podczas II wojny światowej służył w U.S. Navy.
Jako zawodnik Yankees siedmiokrotnie zwyciężał w World Series (w tym pięć razy z rzędu), w 1950 został wybrany MVP American League, zaś rok później najbardziej wartościowym zawodnikiem finałów. Karierę zakończył w 1956 roku. W późniejszym okresie był między innymi sprawozdawcą z meczów Yankees. W 1994 został wybrany do Galerii Sław Baseballu. Zmarł 13 sierpnia 2007 w wieku 89 lat.
| Nagroda/wyróżnienie            | Lata                                     | Źródło |
| MVP American League            | 1950                                     | [ 6 ]  |
| 5× All-Star                    | 1942, 1950, 1951, 1952, 1953             | [ 2 ]  |
| 7× zwycięzca w World Series    | 1941, 1947, 1949, 1950, 1951, 1952, 1953 | [ 5 ]  |
| Babe Ruth Award                | 1951                                     | [ 7 ]  |
| Baseball Hall of Fame          | od 1994                                  | [ 8 ]  |
| # 10 zastrzeżony przez Yankees | 1985                                     | [ 9 ]  |